# Wüstenwelsberg
Wüstenwelsberg ist ein Gemeindeteil der Gemeinde Untermerzbach im unterfränkischen Landkreis Haßberge in Bayern.

## Geografie
Das Dorf liegt im nordöstlichen Teil des Landkreises auf dem Rücken eines langgestreckten Höhenzugs der Haßberge. Die Kreisstraße HAS 54 von Untermerzbach nach Buch führt durch den Ort. Ein etwa 7000 Quadratmeter großer Campingplatz befindet sich am südöstlichen Ortsrand.

## Geschichte
Der Ortsname hat wohl die Bedeutung Siedlung am Berg des Veleš. Nach einer spätmittelalterlichen Wüstungsperiode kam das Beiwort „Wüsten“ als Unterscheidungsmerkmal zu Welsberg hinzu. 1232 war die Ersterwähnung in der Teilungsurkunde des Würzburger Fürstbischofs Hermann, in der Ebern von der Pfarrei Pfarrweisach getrennt wurde und „Welsperg“ zu Ebern kam. 1322/33 erhielten die Herren von Lichtenstein den Zehnt in „Welsperg“. 1576 gehörte „Wüstenwelsperg“ zur Zent Ebern.
1862 wurde die 1818 gebildete Ruralgemeinde Wüstenwelsberg in das neu geschaffene bayerische Bezirksamt Ebern eingegliedert. Im Jahr 1871 zählte das Dorf 107 Einwohner und 19 Wohngebäude.
1900 hatte die 218,66 Hektar große Landgemeinde 19 Wohngebäude und 88 Einwohner. Die Pfarrei und die Bekenntnisschule für die 84 Protestanten befanden sich im 4,0 Kilometer entfernten Untermerzbach. 1925 lebten in Wüstenwelsberg 81 Personen in 17 Wohngebäuden. Die Pfarrei und die Schule für die fünf Katholiken befanden sich im 2,5 Kilometer entfernten Gereuth. 1950 hatte Wüstenwelsberg 99 Einwohner und 15 Wohngebäude. Im Jahr 1961 zählte das Dorf 82 Einwohner und 17 Wohngebäude. 1970 waren es 95 und 1987 86 Einwohner sowie 19 Wohngebäude mit 27 Wohnungen.
Am 1. April 1971 wurde Wüstenwelsberg in die Gemeinde Untermerzbach eingegliedert. Am 1. Juli 1972 folgte im Rahmen der Gebietsreform in Bayern die Auflösung des Landkreises Ebern und Wüstenwelsberg kam zum Haßbergkreis.

## Baudenkmäler

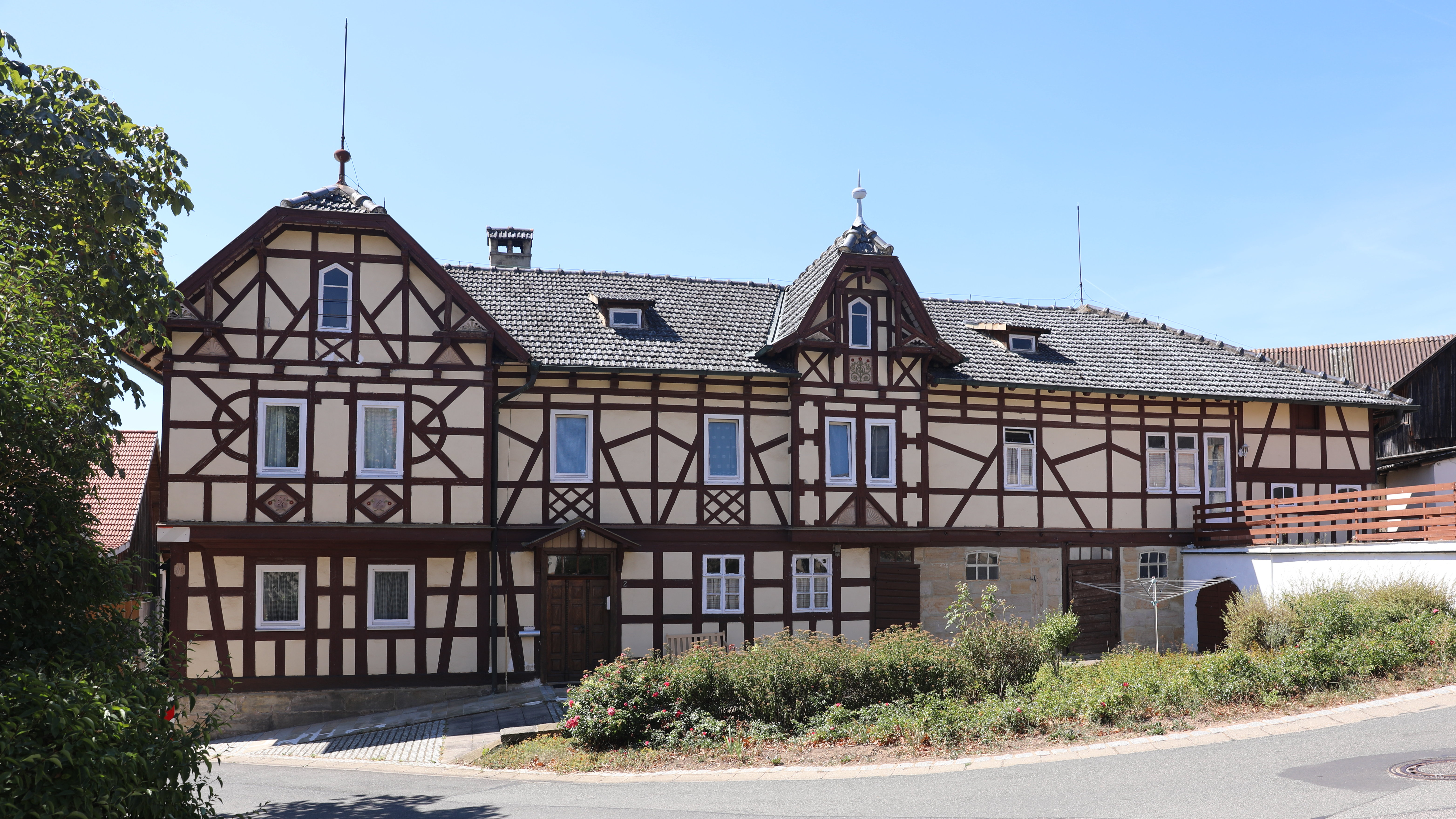
Bauernhaus

In der Bayerischen Denkmalliste sind zwei Baudenkmäler aufgeführt.